# Berge (Spagna)
Berge è un comune spagnolo di 248 abitanti situato nella comunità autonoma dell'Aragona.